# Waldeck-Rousseau (1910)
El Waldeck-Rousseau fue un crucero acorazado, de la Clase Edgar Quinet, que navegó bajo la bandera de la Marina Francesa. Fue bautizado con el nombre de Pierre Waldeck-Rousseau (1846-1904), político francés que llegó a ser Primer ministro de Francia durante la Tercera República Francesa.

## Historia operacional
El crucero realizó toda su campaña de la Primera Guerra Mundial en el Mediterráneo.
El 18 de octubre de 1914, en aguas de Kotor, se enfrentó al submarino austro-húngaro U-4 y a un avión. En agosto de 1916, luchó contra otro submarino.

Tras la Gran Guerra, el Waldeck-Rousseau sufrió un motín a bordo, del 26 al 28 de abril de 1919, durante los motines del Mar Negro.

## Baja
El buque fue puesto en la reserva en 1924 en Tolón, y realistado en abril de 1929, hasta 1931. Fue puesto nuevamente en la reserva de 1932 a 1936, año a partir del cual es usado como pontón en Landévennec.
Finalmente, fue destruido en 1944, durante la ocupación.

## Galería

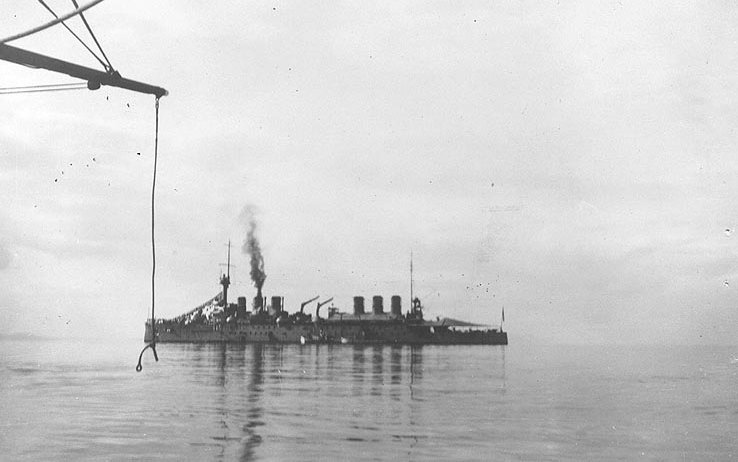
El Waldeck en aguas de Constantinopla, Turquía, el 16 de diciembre de 1922.

## Anexos
- Anexo:Cruceros acorazados por país